# Ofeq–4
Ofeq–4 izraeli második generációs optikai felderítő műhold.

## Küldetés
Feladata fotó technikájának segítségével felderítő adatszolgáltatás végzése, csekély jellegű magnetoszféra méréssel.

## Jellemzői
Gyártotta az Israel Aircraft Industries Ltd. (IAI), az Elbit Systems El- Op valamint az Izraeli Űrügynökség (ISA), üzemeltette a Hadsereg.
1998. január 22-én a Palmachim légi támaszpontról, a telepített indítóállványról egy Shavit–1 hordozórakétával állították alacsony Föld körüli pályára (LEO = Low-Earth Orbit). Hordozórakéta technikai hibája miatt nem tudott pályára állni.